# Wille Crafoord
Carl-Henning William "Wille" Crafoord [ˈkrafɔɖ], född 8 februari 1966 i Ålsten i Västerleds församling i Stockholm, är en flerfaldigt grammisbelönad svensk kompositör, konstnär och hiphopare som fick sitt genombrott i slutet av 1980-talet genom att introducera hiphop på svenska med rapgruppen Just D. Där var han medlem 1989–1995 och återigen från 2015. Han har givit ut ett antal soloalbum och belönades 1997 med Karamelodiktstipendiet och grammis 1999 samt Ulf Peder Olrog-priset 2012. Just D belönades med priset Rockbjörnen 1995.

## Biografi

### Karriär och uppväxt
Crafoord var tillsammans med Peder Ernerot och Gustave Lund med i gruppen Just D åren 1989–1995. De erhöll ett antal guldskivor, grammisar och en rockbjörn 1996 för album som Svenska Ord, Rock'n'Roll, Tre Amigos och Plast. Bland hitlåtarna finns "Juligen", "Relalalaxa", "Hur E D Möjligt?", "Grannar", "Låt D goda rulla", "Vart tog den söta lilla flickan vägen?", "Hubbabubba", "Sköna Skor" och "Tre gringos". 
Efter JustD har Crafoord givit ut soloalbum som Samma typ av annorlunda saker, Den dära skivan, Om det så går under går det över och Live at Riddarhuset, där han bland annat kompades av Salem Al Fakir. Musikaliskt rör han sig i en blandning av jazz, soul och visa. Alltid i en ansats att föra den svenska melodi- och texttraditionen vidare. Han har också samarbetat mycket med Bo Kaspers orkester och bland andra Nanne Grönvall och Magnus Lindberg, samt skrivit och framträtt i hyllade föreställningar som Den Dära Showen 1999, Django & Jag 2008 (om gitarrlegenden Django Reinhardt) och Snurra min jord på Vasateatern 2008-2009 med texter av Lars Forssell. Wille Crafoord belönades med Ulf Peder Olrog-priset 2012.
Crafoord har även arbetat för tv, bland annat som programledare för Grammisgalan 2005, samt i Knesset 1995.
Valdes ut som sexigast i Sverige 1995 i en omröstning genomförd av Expressen och fick Ellenpriset av tidningen Elle för bäst klädde man 1996.

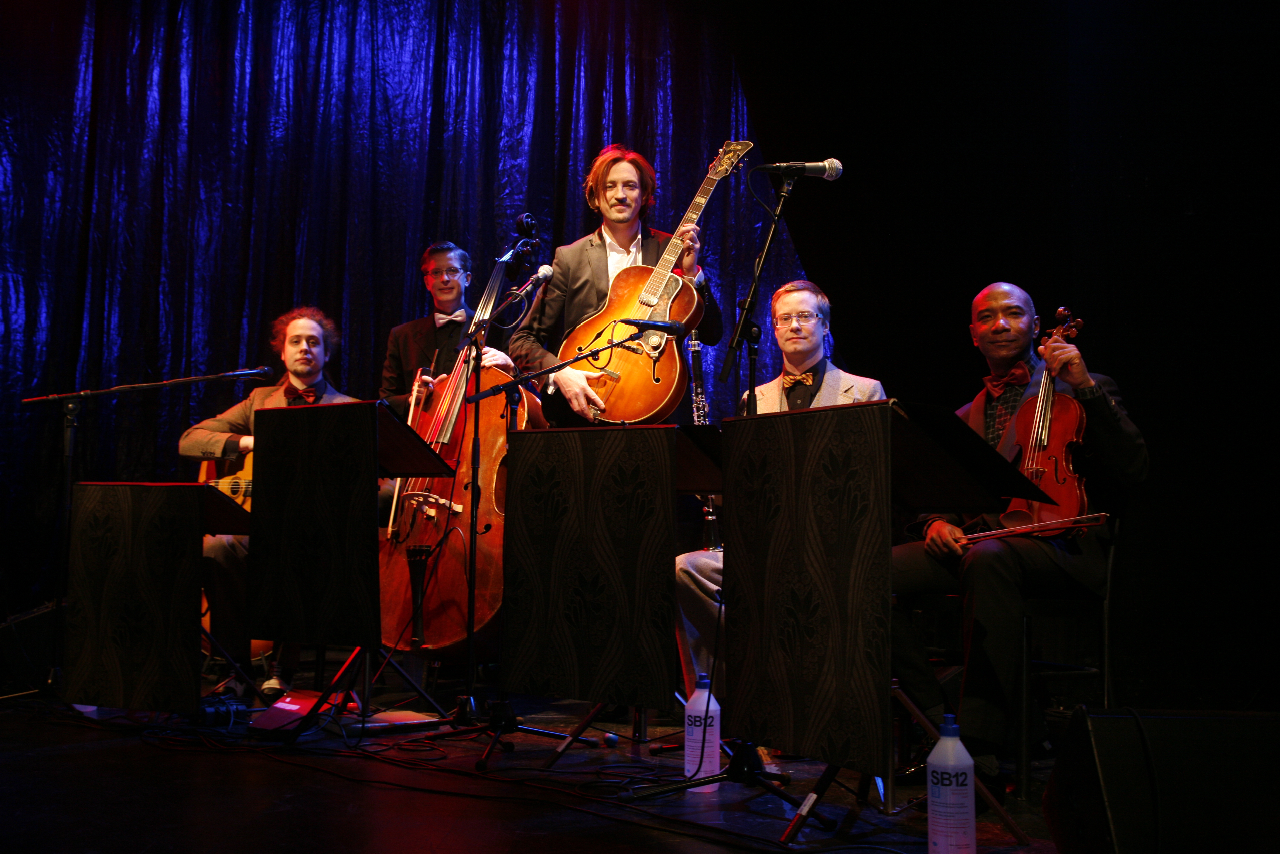
Wille Crafoord med orkester från musikalen "Django & Jag"

1997 tilldelades han det av Povel Ramel instiftade Karamelodiktstipendiet och 1999 erhöll han ytterligare en Grammis för bästa texter, bland annat för "Allround", "När träden slår ut" och "Vad gjorde du i de dära rummet?". 1997 deltog han också i Melodifestivalen med "Missarna", skrev och framförde låten "Adam & Eva" till filmen Adam & Eva (1997) samt hyllade gay-rörelsen med sången "Jag vill oxå vara lesbisk". Skrev och framförde titelmusiken till tv-serien "En fot i graven" med Gösta Ekman 2001. Han återvände till melodifestivalsammanhangen 2008 med sången "Alla gamla x". 
Tillsammans med Johan Johansson (KSMB, Strindbergs, John Lenin) bildade han 2003 rapgruppen Griniga Gamla Gubbar, där han återupptog rappandet på svenska. 2004 skrev Wille titelmusiken till succéserien Om Stig Petrés hemlighet, och 2006 bidrog han med text och sång till kultbarnprogrammet Nicke Nyfiken. I december 2005 skickade Crafoord som present ut ett paket med skivan Nathalies Vals till alla med namnet Nathalie i Sverige. 2013 medverkade Wille även som skådespelare i Portkod 1321, som rollkaraktären Christian. Den populära TV-serien följs upp 2014.
2008 lanserade Crafoord Hovturnén, en årligen återkommande konsertturné per häst mellan parker, gods och gårdar i Sverige, mestadels i  Skåne. Senast ut på hästryggen, 2014, var Dogge Doggelito, Bengan Janson och Rickard Söderberg. Första året, 2008, var gästartisterna Tina Ahlin och Arja Saijonmaa. 2009 red artisterna Mikael Samuelson och Monica Silverstrand med. 2010: Lill Lindfors och Staffan Hellstrand. 2011: Anna Bergendahl, Mikael Ramel och Gunhild Carling, 2012: Linda Bengtzing, Christer Sandelin, Gunhild Carling, Marika Willstedt, Jonas Sjöblom och Olle Lindner. 2013: Dan Hylander, Nanne Grönvall och Gunhild Carling.
Från våren 2009 var han även medlem i bandet Bara vänner tillsammans med cellisten, kompositören och sångerskan Marika Willstedt. De fick en radiohit under vintern 2010 med låten "En Annan Du". I mars 2010 hade musikalen Skyll På Sylvain premiär på Stadsteatern i Stockholm. Nyupphittade outgivna Jules Sylvain-kompositioner fick texter av Wille Crafoord och fogades ihop till en historia som utspelades i forna Östtyskland.
2015 arrangerade han och gav tillsammans med JustD ut det över en timme långa eposet LALSK.
2016 startar han stockholmshistorisk podcast, Våra drömmars stad. 2022 byter den inriktning och namn till Tbaxtstan - sthlmiana som rockar.
Från det med inriktning på stockholmshistoriska låtar, essäer och målningar samt animerade filmer.  
2018 skriver och arrangerar Wille Rockoperan Nattropolis som bygger på Kjell Höglunds låtskatt vilken sedan framförs med hjälp av P-Floyd och sångerskorna Therese Heckscher samt Marica Linde. För filmer står Wille Crafoord och Magnus Carlsson.
Från 2015 gör Wille Crafoord projektet Tbaxtstan som är stockholmiana i form av hiphoplåtar, målningar och historiska skildringar. 
2022 ges Willes bok Den 300-åriga Freden ut. Den berättar om Den Gyldene Fredens historia och innehåller utöver essäer och målningar även aderton sånger.
Crafoords konstverk används som tongivande inredning och grafisk inramning till krogen Melanders Söder i hörnet av Åsögatan och Götgatan. Temat är områdets historia med en hyllning till Anna Lindhagen som centralgestalt.  

### Familj
Wille Crafoord är son till psykiatern Clarence Crafoord och kuratorn Margareta af Ugglas. Crafoord är gift med advokaten Karin Crafoord (född Ström) med vilken han har två söner och en dotter. Han har även en son i tidigare äktenskap med Josefin Crafoord och en dotter med Sanna Lundell.

## Övrigt
Crafoord har debatterat starkt för könsneutralt barnbidrag och gick 2006 i protest mot vad han uppfattade som vänsterdominans inom sina nätverk ut som moderat. Under valrörelsen 2006 uttalade han sitt stöd för Fredrik Reinfeldt och meddelade att han skulle "följa Fredrik hela vägen" respektive stödde partiet genom flera spelningar med sången Man har väl rätt att ändra sej?, bland annat under Almedalsveckan. Inför valrörelsen 2010, spelade Crafoord tillsammans med Mange Schmidt och Sofia Talvik in låten "Flyter" för Moderaternas kampanj. Crafoord beskriver ändå sin politiska bakgrund som "en gedigen vänsterbakgrund". Till Hammarby IF skrev Wille tillsammans med Stig Vig låten "Gamla Hammarby" då HIF 2001 vann SM-guld i fotboll.
Wille Crafoord har skrivit en låt till buktalerskan Zillah & Totte, som heter "Vill det du får till" och släpptes 2012. Han har även uppträtt med henne på Unicef-dagen i Stockholm 2012 och 2013.
Crafoord har engagerat sig mot mobbning och har vid sidan om besök i skolor skrivit bland annat en uppmärksammad debattartikel 2005 samt släppt sånger som "Lika poppis då" 2007, som med sitt mörka textinnehåll väckte debatt i TV4:s Kvällsöppet fyra år senare, 2011.
Han är även aktiv inom discgolf, och gav våren 2009 ut en serie discar tillsammans med Mange Schmidt.
Crafoord tog med Snapsviselandslaget hem VM-guldet i Helsingfors 2010.
Wille Crafoord är medlem av den adliga ätten Crafoord med nummer 743 på Riddarhuset.

## Diskografi
- Ja!/Gallimattias (1989) med Crafoord
- 1 steg bak & 2 steg fram (1990) med JustD
- Svenska ord (1991) med JustD
- Rock'n'Roll (1992) med JustD
- Tre Amigos (1993) med JustD
- Plast (1995) med JustD
- Just D:s Gyldene (1996) med JustD
- Samma typ av annorlunda saker (1997)
- Den dära skivan (1999)
- Griniga gamla gubbar (2002) med Griniga Gamla Gubbar
- Om det så går under går det över (2003)
- Live - Riddarhuset Sthlm (2007) tillsammans med Salem Al Fakir
- Då & nu (2009)
- Snurra min jord (2009) med Lars Forssell
- Mmm... att vilja ha (2009) med Bara Vänner
- Kolla morsan (2010) med Bara Vänner
- Mormors sista ord (2010) med Bara Vänner
- Den Feladne Länken (2015) med JustD
- Den 300-åriga Freden (2022) med Tbaxtstan
- City (2025) med Tbaxtstan

## Crafoord-låtar i urval
- "Relalalaxa"
- "Juligen"
- "Tre gringos"
- "Vart tog den söta lilla flickan vägen?"
- "Samma typ av annorlunda saker"
- "Adam & Eva"
- "Missarna"
- "Jag samlar på dej"
- "Man har väl rätt att ändra sig?"
- "Allround"
- "När träden slår ut"
- "Vad gjorde du i det dära rummet?"
- "Allt det där som ingen annan vet"
- "Kärlek för fler än två"
- "Mormors sista ord"
- "Dansar runt på måfå"
- "Skiten"
- "LALSK"
- "Z"

## Åt andra artister
- 1994 - Bo Kaspers Orkester - Söndag i sängen
- 1994 - Bo Kaspers Orkester - Simtur
- 1994 - David Shutrick - Faller
- 1995 - Bo Kaspers Orkester - Mindre smakar mer
- 1995 - Bo Kaspers Orkester - Håll dig till den du har
- 1995 - Bo Kaspers Orkester - Snäll och Dum
- 1997 - Soff-i-propp - Kramgoa Låten
- 2002 - Bo Kaspers Orkester - Kaos
- 2002 - Bo Kaspers Orkester - Vackert land
- 2004 - Bo Kaspers Orkester - Väljer dig
- 2005 - Magnus Lindberg - En dag som alla andra"
- 2006 - Nanne Grönvall - Sitter här och älskar dej
- 2006 - Dag Vag - Bland gamla och unga
- 2008 - Nanne Grönvall - Livet måste levas live
- 2009 - Face 84 - Alla gamla X
- 2012 - Zillah och Totte - Vill det du får till
- 2014 - Sylvia Vrethammar - Söndagsmelodi

## Priser och utmärkelser
- Ulf Peder Olrog-priset 2012
- Karamelodiktstipendiet, Povel Ramel-priset, 1997
- Snapsvise-VM, Landslagsguld, 2010
- Grammis 1998 för årets textförfattare.
- Grammis 1996 för årets album med JustD
- Grammis 1996 för årets musikvideo med JustD och låten Hubbabubba
- Rockbjörnen 1996 med JustD
- Pris för Bästa låt på Disco Mix Championship, 1990
- Slitznyckeln 1992 för årets hiphopband med JustD
- Elle-galans pris för Bäst Klädde Man, 1997
- Riddarhusmedalj, 2025